# Комуникация по електрическата мрежа
Комуникация по електрическата мрежа (на английски: Power-line communication (PLC)) е начин за телекомуникация по съществуваща електрическа инсталация за пренос и разпределение на електроенергия. .
За целта са разработени различни системи и технологии за различните приложения, но основният принцип е съчетаването на аналогов или цифров сигнал със стандартния променлив ток с честота 50 или 60Hz. Приложенията варират широко: от домашна автоматизация до свързване с Интернет. PLC има два варианта: BPL (на английски: Broadband over Power Lines) – широколентово предаване на данни по ел. мрежа – осигуряващо скорости до 500 Мбит/с, и NPL (на английски: Narrowband over Power Lines – тяснолентово предаване на данни със значително по-малки скорости до 1 Мбит/с. Повечето PLC технологии са ограничени само до един тип кабели (например, кабелите в помещенията на една сграда), но други работят с по-широк обхват (например, разпределителната мрежа до сградата и вътрешната сградна инсталация). Обикновено разпространението на сигнала се ограничава от наличието на трансформатори, което е пречка за образуването на много големи мрежи. В различните ситуации се използват различни скорости на пренос на данни и работни честоти.
Както и при безжичните комуникации и тук има все още нерешени редица сложни технически проблеми, например високочестотните смущения, които отдавна вълнуват радиолюбителите.

## История
През 2010 г. ITU-T приема окончателно стандарт G.hn за високоскоростна връзка (скорост на предаване до 2 Gbit/s) за домашни компютърни мрежи, осъществявана по четири вида вече съществуващи мрежи: електрическа мрежа, коаксиален кабел, телефонна линия и оптичен кабел.

## Принцип на работа
PLN използва съществуващата електрическа инсталация в ролята на LAN кабели, за да носи сигнали и данни. Може да бъде средство за разширяване на съществуваща мрежа без добавяне на нови кабели.
Например, един компютър може да бъде свързан към рутера, както следва: адаптерът е свързан към рутера на съществуваща кабелна локална мрежа чрез мрежовия порт. Вторият адаптер се свързва към Ethernet съвместимо устройство, като компютър. Когато и двата адаптера са включени в своите контакти, те имат достъп до електрическата инсталация между двата контакта. Към това не се добавя ново окабеляване, тъй като двата адаптера при всеки случай трябва да се свържат към електрическата мрежа, за да работят.
Електрическата линия за електропотребление се превръща в линия за данни с помощта на наслагване на малки по амплитуда сигнали на информационния сигнал. Тъй като електроенергията е с честота 50 или 60 Hz, данните трябва да се предават с честота най-малко 3 KHz, за да се избегнат смущения. Сложността се състои в това, че кабелите в сградата обикновено не са защитени (екранирани), затова могат да действат като антена и да прихващат и излъчват радиовълни, което води до интерференция при потребителите на една и съща честота. В много страни такова предаване е незаконно. Но в САЩ това е изключение, позволявайки сигнали с малка мощност да се предават по незащитени кабели, стига инсталацията да не е предназначена за радиоразпръскване в ефир.
Използването на PLC има много предимства пред обикновена безжична връзка, но качеството на интернет връзката ще зависи от качеството на вътрешната електрическа инсталация. Неправилно поставени кабели и ключове може да повлияе неблагоприятно върху производителността, и може да доведе до прекъсвания.

## Видове PLC
PLC могат да бъдат групирани като narrow band и broadband , също така известни като нискочестотни и високочестотни. Те могат да бъдат групирани също като системи с постоянен или променлив ток.